# Battle Studies
Battle Studies is het vierde studioalbum van de Amerikaanse gitarist en singer-songwriter John Mayer. Het album verscheen op 17 november 2009 en kwam een week later op nummer 1 binnen in de Nederlandse Album Top 100. Het album is geproduceerd door Mayer zelf in samenwerking met Steve Jordan.

## Tracklist
| 1  | Heartbreak Warfare            |                  |
| 2  | All We Ever Do Is Say Goodbye |                  |
| 3  | Half of My Heart              | met Taylor Swift |
| 4  | Who Says                      |                  |
| 5  | Perfectly Lonely              |                  |
| 6  | Assassin                      |                  |
| 7  | Crossroads                    |                  |
| 8  | War of My Life                |                  |
| 9  | Edge of Desire                |                  |
| 10 | Do You Know Me                |                  |
| 11 | Friends, Lovers or Nothing    |                  |

## Hitnotering

### NederlandseAlbum Top 100
| Hitnotering: (Week 1 t/m 70) 21-11-2009 t/m 19-03-2011 Hitnotering: (Week 71 t/m 72) 17-09-2011 t/m 24-09-2011 | Hitnotering: (Week 1 t/m 70) 21-11-2009 t/m 19-03-2011 Hitnotering: (Week 71 t/m 72) 17-09-2011 t/m 24-09-2011 | Hitnotering: (Week 1 t/m 70) 21-11-2009 t/m 19-03-2011 Hitnotering: (Week 71 t/m 72) 17-09-2011 t/m 24-09-2011 | Hitnotering: (Week 1 t/m 70) 21-11-2009 t/m 19-03-2011 Hitnotering: (Week 71 t/m 72) 17-09-2011 t/m 24-09-2011 | Hitnotering: (Week 1 t/m 70) 21-11-2009 t/m 19-03-2011 Hitnotering: (Week 71 t/m 72) 17-09-2011 t/m 24-09-2011 | Hitnotering: (Week 1 t/m 70) 21-11-2009 t/m 19-03-2011 Hitnotering: (Week 71 t/m 72) 17-09-2011 t/m 24-09-2011 | Hitnotering: (Week 1 t/m 70) 21-11-2009 t/m 19-03-2011 Hitnotering: (Week 71 t/m 72) 17-09-2011 t/m 24-09-2011 | Hitnotering: (Week 1 t/m 70) 21-11-2009 t/m 19-03-2011 Hitnotering: (Week 71 t/m 72) 17-09-2011 t/m 24-09-2011 | Hitnotering: (Week 1 t/m 70) 21-11-2009 t/m 19-03-2011 Hitnotering: (Week 71 t/m 72) 17-09-2011 t/m 24-09-2011 | Hitnotering: (Week 1 t/m 70) 21-11-2009 t/m 19-03-2011 Hitnotering: (Week 71 t/m 72) 17-09-2011 t/m 24-09-2011 | Hitnotering: (Week 1 t/m 70) 21-11-2009 t/m 19-03-2011 Hitnotering: (Week 71 t/m 72) 17-09-2011 t/m 24-09-2011 | Hitnotering: (Week 1 t/m 70) 21-11-2009 t/m 19-03-2011 Hitnotering: (Week 71 t/m 72) 17-09-2011 t/m 24-09-2011 | Hitnotering: (Week 1 t/m 70) 21-11-2009 t/m 19-03-2011 Hitnotering: (Week 71 t/m 72) 17-09-2011 t/m 24-09-2011 | Hitnotering: (Week 1 t/m 70) 21-11-2009 t/m 19-03-2011 Hitnotering: (Week 71 t/m 72) 17-09-2011 t/m 24-09-2011 | Hitnotering: (Week 1 t/m 70) 21-11-2009 t/m 19-03-2011 Hitnotering: (Week 71 t/m 72) 17-09-2011 t/m 24-09-2011 | Hitnotering: (Week 1 t/m 70) 21-11-2009 t/m 19-03-2011 Hitnotering: (Week 71 t/m 72) 17-09-2011 t/m 24-09-2011 | Hitnotering: (Week 1 t/m 70) 21-11-2009 t/m 19-03-2011 Hitnotering: (Week 71 t/m 72) 17-09-2011 t/m 24-09-2011 | Hitnotering: (Week 1 t/m 70) 21-11-2009 t/m 19-03-2011 Hitnotering: (Week 71 t/m 72) 17-09-2011 t/m 24-09-2011 | Hitnotering: (Week 1 t/m 70) 21-11-2009 t/m 19-03-2011 Hitnotering: (Week 71 t/m 72) 17-09-2011 t/m 24-09-2011 | Hitnotering: (Week 1 t/m 70) 21-11-2009 t/m 19-03-2011 Hitnotering: (Week 71 t/m 72) 17-09-2011 t/m 24-09-2011 |
| Week: | 1 | 2 | 3 | 4 | 5 | 6 | 7 | 8 | 9 | 10 | 11 | 12 | 13 | 14 | 15 | 16 | 17 | 18 | 19 |
| --- | --- | --- | --- | --- | --- | --- | --- | --- | --- | --- | --- | --- | --- | --- | --- | --- | --- | --- | --- |
| Positie: | 1 | 9 | 13 | 16 | 23 | 22 | 22 | 4 | 9 | 4 | 7 | 16 | 16 | 22 | 16 | 13 | 17 | 16 | 16 |
| Week: | 20 | 21 | 22 | 23 | 24 | 25 | 26 | 27 | 28 | 29 | 30 | 31 | 32 | 33 | 34 | 35 | 36 | 37 | 38 |
| Positie: | 17 | 22 | 25 | 22 | 14 | 13 | 17 | 15 | 11 | 5 | 4 | 4 | 5 | 3 | 3 | 2 | 2 | 2 | 2 |
| Week: | 39 | 40 | 41 | 42 | 43 | 44 | 45 | 46 | 47 | 48 | 49 | 50 | 51 | 52 | 53 | 54 | 55 | 56 | 57 |
| Positie: | 2 | 4 | 6 | 7 | 10 | 15 | 15 | 21 | 22 | 36 | 29 | 30 | 37 | 34 | 29 | 21 | 24 | 14 | 18 |
| Week: | 58 | 59 | 60 | 61 | 62 | 63 | 64 | 65 | 66 | 67 | 68 | 69 | 70 | | 71 | 72 | | | |
| Positie: | 17 | 16 | 14 | 10 | 16 | 10 | 12 | 12 | 15 | 52 | 69 | 73 | 98 | uit | 83 | 57 | uit | | |